# Sugimura Jihei
Sugimura Jihei, noto anche con lo pseudonimo di Jishin o Masataka (杉村治兵衛?; fl. XVII-XVIII secolo), è stato un pittore e incisore giapponese, ed è considerato uno dei più importanti rappresentanti della scuola ukiyo-e del suo periodo.

## Biografia

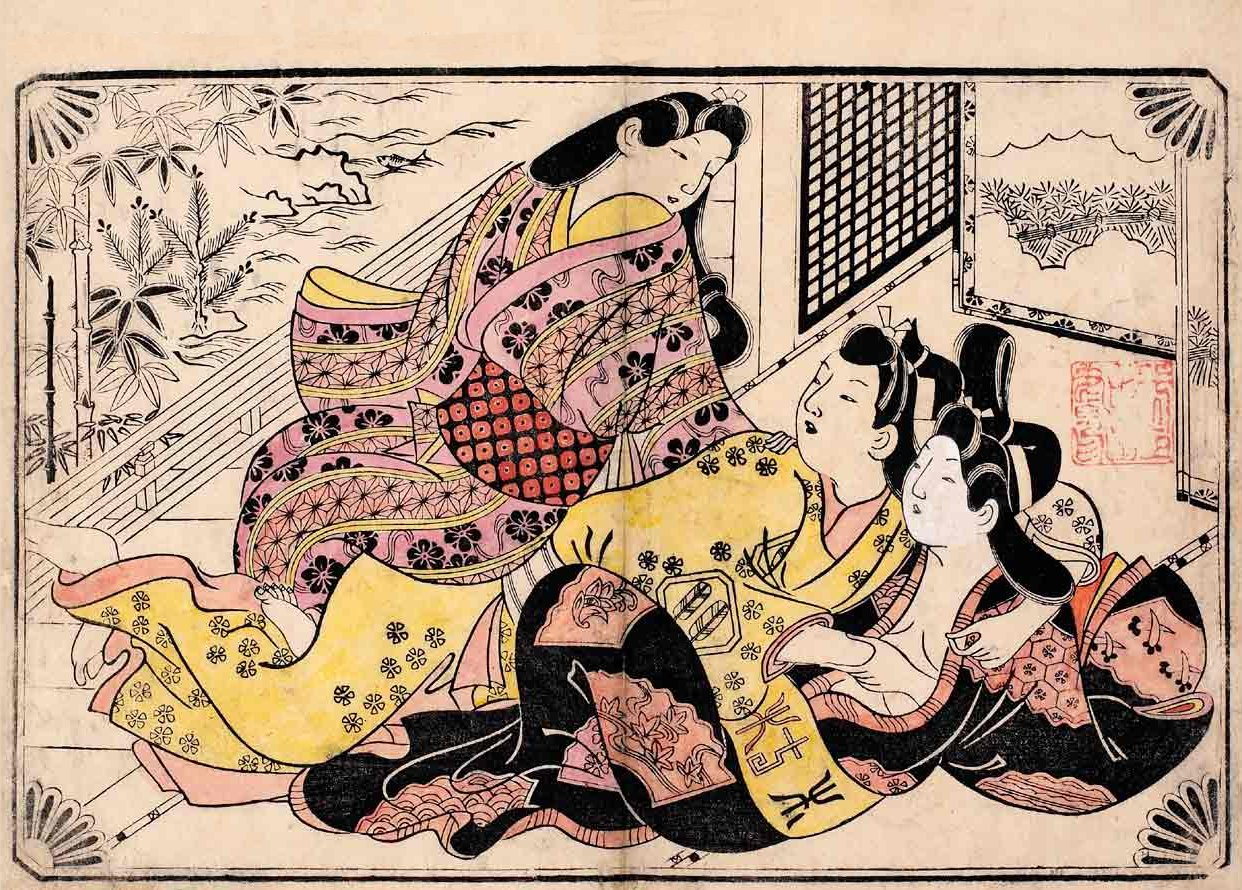
"Tre amanti", shunga di Sugimura, 1680 circa.

La figura di Sugimura Jihei riemerse dall'oblio in cui era caduta nei secoli grazie agli studi del professore Kiyoshi Shibui, che intorno al 1926 scoprì che la sua firma appariva con caratteri assai stilizzati nelle decorazioni degli abiti dei soggetti rappresentati nelle sue opere.
Grazie a questa scoperta molte opere precedentemente attribuite a Hishikawa Moronobu furono così correttamente assegnate a Sugimura.
La sua produzione verteva in stampe a foglio singolo dedicate allo jōruri, in libri e stampe a carattere erotico e romanzi popolari illustrati. Fu il primo, o tra i primi, a produrre kakemono di grandi dimensioni, che diverranno molto richiesti dal mercato giapponese nei primi decenni del XVIII secolo.
Le notizie biografiche riguardanti Sugimura sono scarse, ma è noto che fu nipote di Sugimura Kudayu, padre adottivo di Sugimura Kihei, uno dei Quarantasette ronin coinvolti nella cosiddetta vendetta di Chūshingura.
Il suo periodo di attività certa si evince dalle sue opere tra il 1681 ed il 1697, ma è probabile che si attesti dall'era Enpō a quella Hōei.
Il suo stile influenzò Torii Kiyomasu I e II.

## Stile

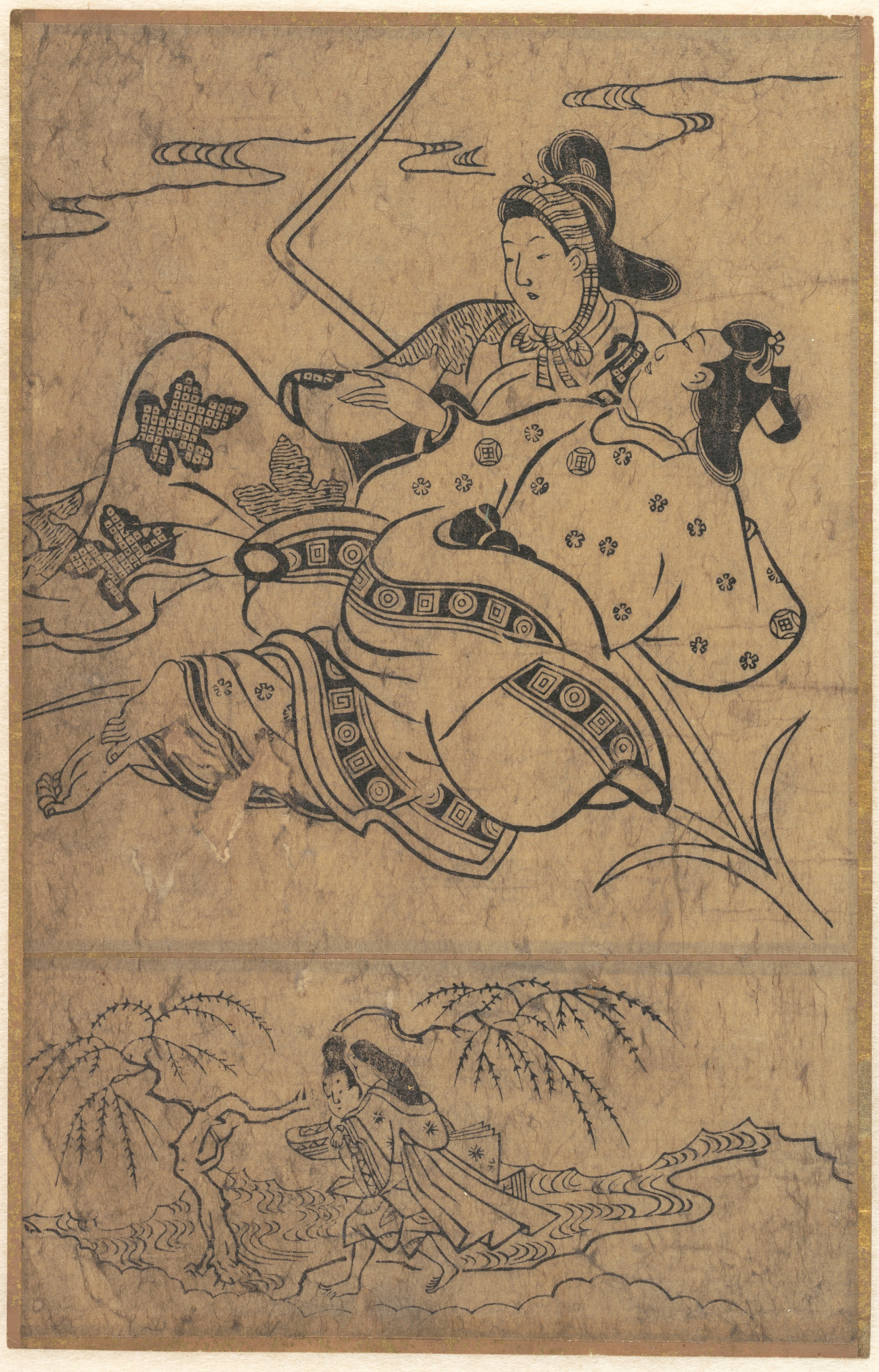
Illustrazione tratta dall'Ise Monogatari.

Il suo stile venne sicuramente influenzato da quello Hishikawa Moronobu ma mantenendo sempre uno stile distinto.
Le sue opere denotano vivacità ed un tocco più morbido rispetto a Moronobu, meglio adatto alle opere erotiche che caratterizzarono la sua produzione, arricchite da una delicata colorazione ad acquarello. Stagliano nella sua opera in particolar modo le figure femminili, realizzate esclusivamente in bianco e nero e disegnate con linee ondulate e arrotondate.